# E-Z-GO

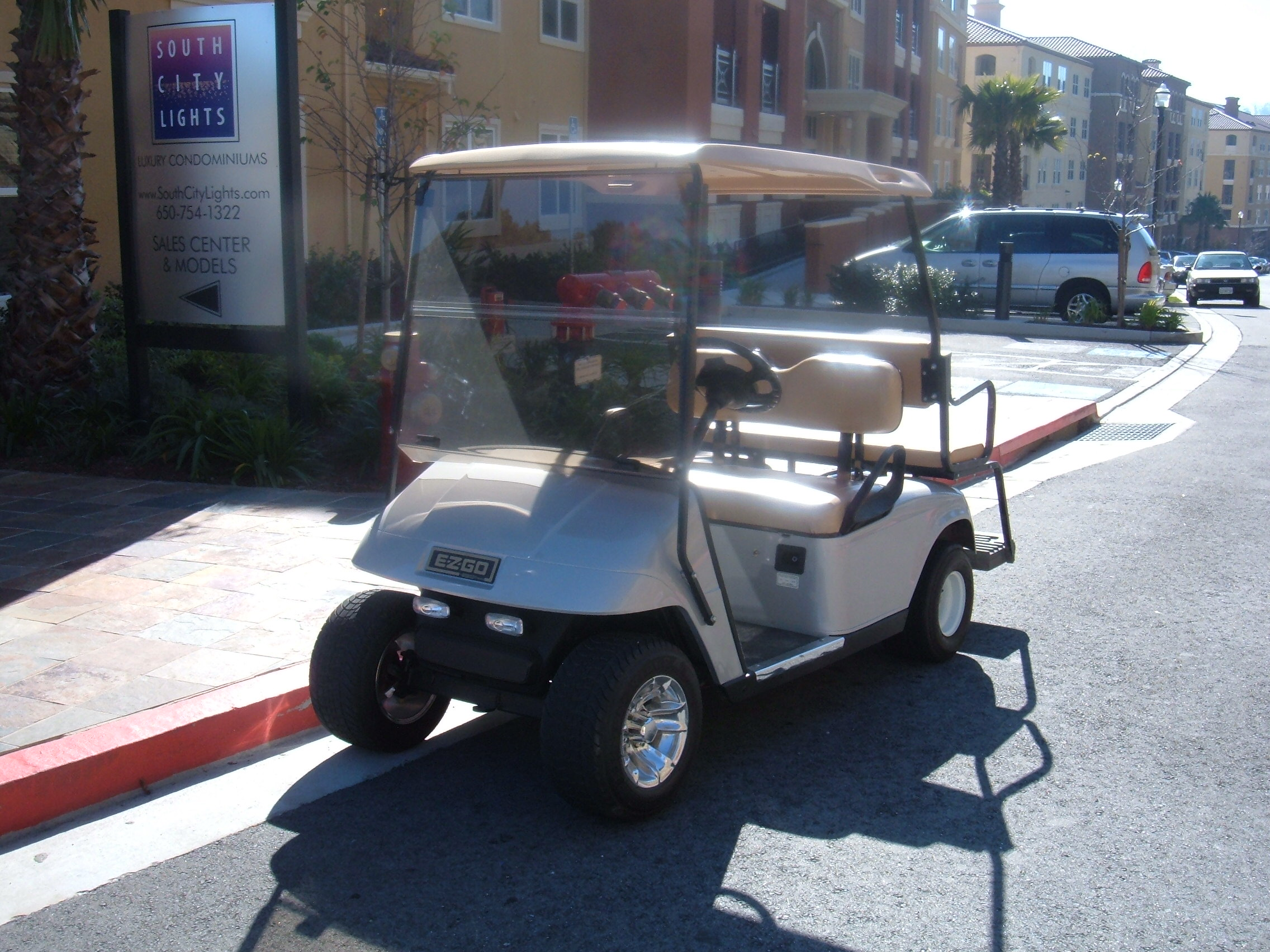
E-Z-GO Golfmobil

E-Z-GO war ein US-amerikanischer Hersteller von Golfcarts, kleinen Mehrzweckfahrzeugen und Nutzfahrzeugen für den Werkverkehr und ist heute eine Marke von Textron. Das Unternehmen wurde 1954 in Augusta (Georgia)  von den Brüdern Bill und Beverly Dolan gegründet und 1961 von Textron übernommen und als Marke weitergeführt. Weitere Fahrzeugmarken der Textron Corporation sind Cushman und TUG im Logistikbereich, insbesondere für den Werkverkehr sowie Bad Boys Buggies für Freizeitfahrzeuge.

## Golfcarts

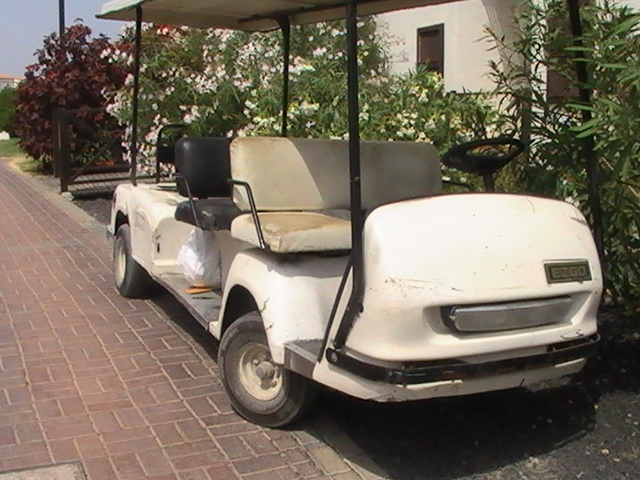
E-Z-GO Golfmobil als Gepäcktransporter auf Fuerteventura

Bis 1973 beschränkte sich E-Z-GO auf den Bereich Golfcarts, in dem es heute nach eigenen Angaben führend ist.
Die bekannteste Serie, die E-Z-GO bisher gebaut hat, heißt TXT. Die neueste Generation von Golfcars trägt die Bezeichnung RXV. Zum überwiegenden Teil werden die Fahrzeuge von E-Z-GO mit einem Elektromotor ausgeliefert, sie sind jedoch auch mit Verbrennungsmotoren erhältlich. Mit den Serien E-Z-GO MPT und E-Z-GO ST stehen zudem auch Arbeitsfahrzeuge zur Verfügung, welche mit Benzin- oder Elektromotor, hoher Bodenfreiheit und z. T. geländegängiger Bereifung ausgestattet sind, so dass sie unter anderem im Bereich der Landschaftspflege eingesetzt werden können. Auch auf flächenmäßig ausgedehnten Hotelanlagen werden die Golfmobile mitunter eingesetzt.

## Fahrzeuge für Logistik und Werkverkehr

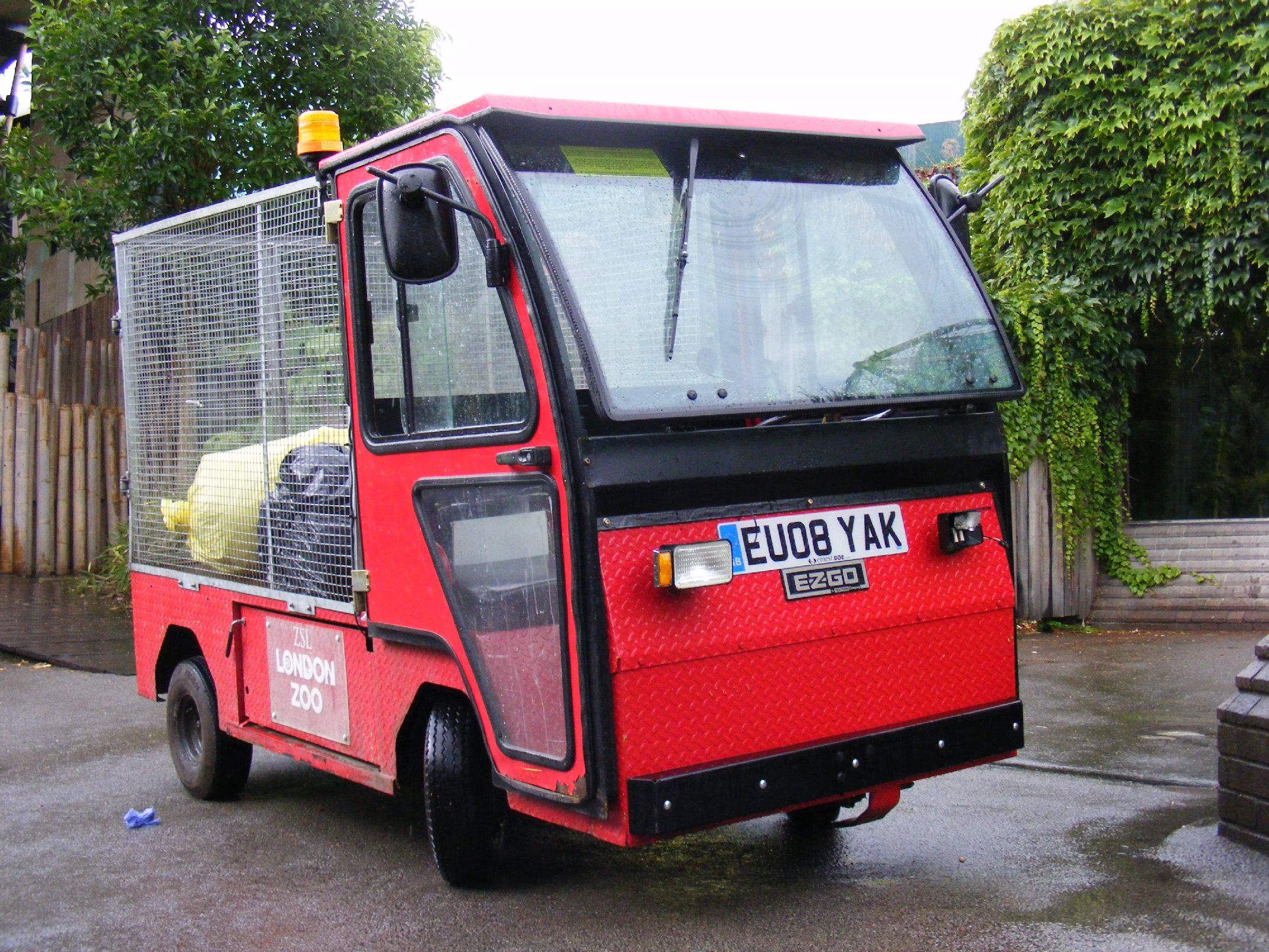
E-Z-GO XI-875 im Londoner Zoo

E-Z-GO baute in den 1990er Jahren eine breite Palette an Fahrzeugen für den professionellen Einsatz im Logistikbereich. Elektrisch angetrieben (mit Motoren von 1,5 bis 6,5 bhp und 24 oder 36 V Spannung) wurden die Modelle XI-300 Electric, XI-500 Electric, XI-775 Electric, XI-875 Electric und XI-875P Electric. Der Motor des größeren XI-881 Electric ist nicht bekannt.
Die Baureihe GXI 804 verwendete einen Zweizylinder-Viertaktmotor mit 295 cm³ und 8,5 bhp Leistung. Der größere GXI-1500 und der PC-4 Benziner wurden von einem Onan Zweizylinder-Viertakt-Boxermotor mit 20 bhp Leistung angetrieben.
Die Personentransporter PC-4, PC-952, PC-954, PC-955, PC-956, und PC-957 für vier bis elf Passagiere erhielten 6,5 bhp Elektromotoren; für PC-952, PC-954 und PC-956 stand optional auch der 295 cm³ Einzylinder mit 8,5 bhp Leistung zur Verfügung.
Das größte Fahrzeug von E-Z-GO war der XI-881 mit einer Nutzlast von 3 tn. Alle Fahrzeuge hatten Direktantrieb.

## E-Z-GO in Deutschland

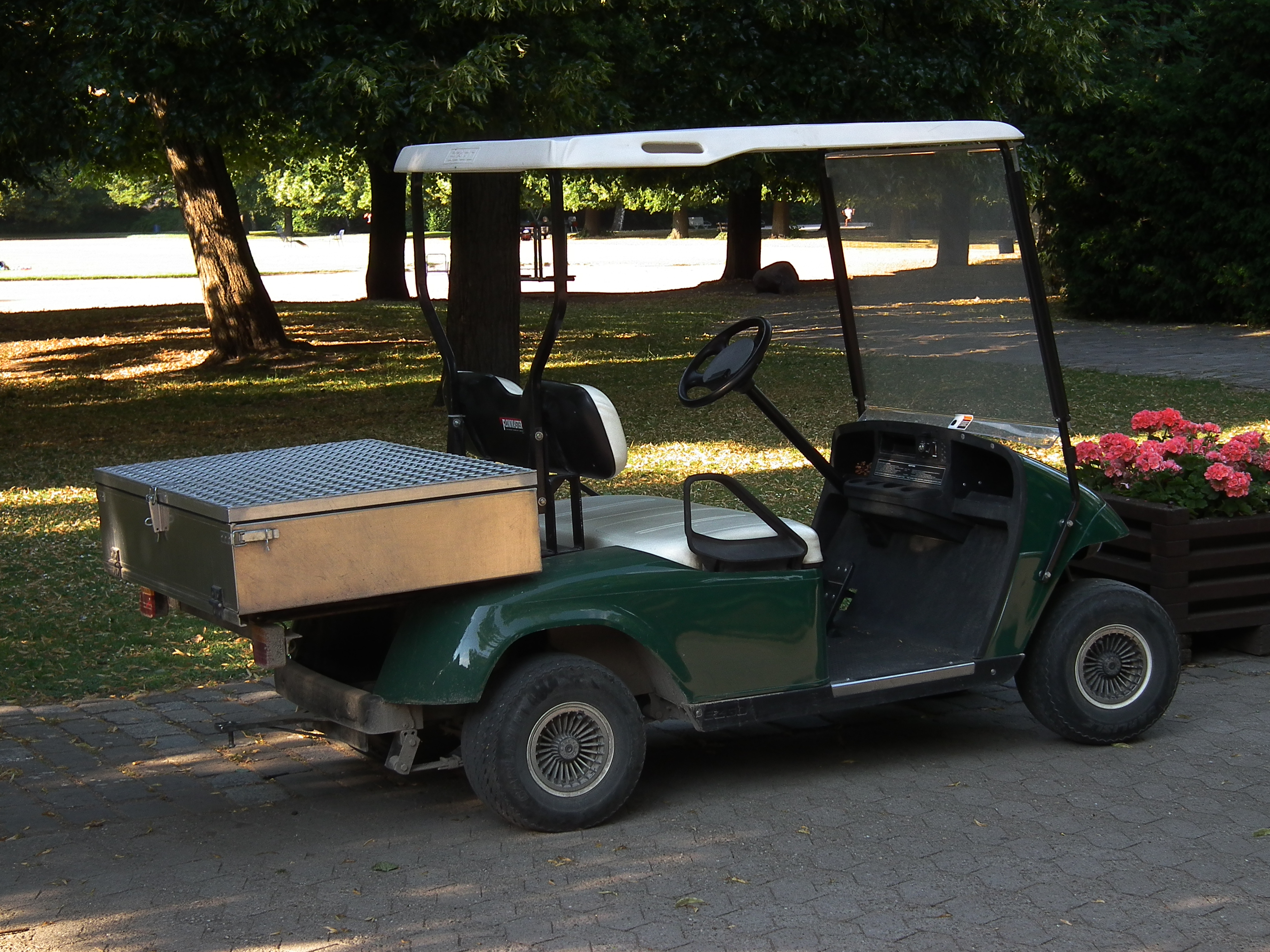
E-Z-GO Pick-up im Herzogenriedpark

Der Generalimporteur u. a. für Deutschland, Österreich und die Schweiz für E-Z-GO ist die Golf Tech Maschinenvertriebs GmbH in Münster. Golf Tech ist ebenfalls Importeur für die Textron-Marken Ransomes und Jacobsen (Großflächenrasenmäher für den Kommunal- und Golfbereich). E-Z-GO hat industrieweit das größte Verkaufs- und Servicenetz und mehr Händlerstandorte sowie unabhängige Distributoren als jeder andere Hersteller.

## Sponsoring
2008 trat E-Z-GO als Titelsponsor für das E-Z-GO 200 NASCAR-Rennen auf. 2009 erhielt E-Z-GO den Shingo Prize for Operational Excellence.

## Trivia
- Englisch ausgesprochen, klingt der Name wie easy go,[2] also in etwa „leicht fahrend“.
- Um 1909 trug einer der ersten Gocarts überhaupt den Namen E-Z-GO. Es gibt keinen bekannten Bezug zu diesem Fahrzeug, das in Beloit und Monroe (Wisconsin) von Frederick und Abraham Kaplan und A. Knells hergestellt wurde.[8]